# Ewgeni Bożanow
Ewgeni Bożanow (bułg. Евгени Божанов; ur. 10 marca 1984 w Ruse) – bułgarski pianista, laureat wielu międzynarodowych konkursów muzycznych, w tym IV nagrody na XVI Międzynarodowym Konkursie Pianistycznym im. Fryderyka Chopina (2010).

## Życiorys
Na fortepianie zaczął grać w wieku sześciu lat. Studia muzyczne odbył w Niemczech (na uczelniach w Essen i Düsseldorfie). W trakcie swojej kariery wziął udział w wielu konkursach pianistycznych:
- Międzynarodowy Konkurs Pianistyczny im. Fryderyka Chopina w Warnie (1999) – I nagroda[3]
- Jeunesses Musicales w Rumunii (2000) – I nagroda[3]
- Międzynarodowy Konkurs Pianistyczny im. Carla Bechsteina (2006) – I nagroda[3]
- Międzynarodowy Konkurs Pianistyczny im. Alessandro Casagrande (2008) – I nagroda[2]
- Międzynarodowy Konkurs Pianistyczny im. Swiatosława Richtera (2008) – II nagroda (I nie przyznano)[2]
- XIII Międzynarodowy Konkurs Pianistyczny im. Van Cliburna (2009) – finalista i nagroda za wykonanie muzyki kameralnej[2]
- Międzynarodowy Konkurs Muzyczny im. Królowej Elżbiety Belgijskiej (2010) – II nagroda[4]
- XVI Międzynarodowy Konkurs Pianistyczny im. Fryderyka Chopina – IV nagroda[5]

Od czasu sukcesów na konkursach występuje regularnie w wielu krajach świata. Grał m.in. w Japonii, Niemczech, Hiszpanii, Portugalii, Austrii, Włoszech, Szwecji i Finlandii. Brał też udział w warszawskim festiwalu Chopin i jego Europa (2010 i 2011). Nagrał płyty z muzyką Fryderyka Chopina, Ferenca Liszta, Aleksandra Skriabina, Franza Schuberta i Claude’a Debussy’ego.